# Procris lepidotula
Procris lepidotula är en nässelväxtart som beskrevs av Jacob Gijsbert Boerlage. Procris lepidotula ingår i släktet Procris och familjen nässelväxter. Inga underarter finns listade i Catalogue of Life.